# Kronologija ustaških zločina 1945.

## Siječanj
- Siječanj 1945.: Kao odmazdu za sabotažu na pruzi u blizini Konjščine u Hrvatskom zagorju ustaše su u Konjščini kod željezničke stanice objesile 40 talaca dovedenih iz Zagreba.[1]

## Ožujak
- 29. ožujka 1945.: U Sarajevu je po presudi "Prijekog ratnog suda stožernika Luburića", strijeljano 41 lice bošnjačke, hrvatske i srpske nacionalnosti.[2] Tog dana je na Marijin dvoru obješeno 55 građana Sarajeva. Danas ispred zgrade Filozofskog fakulteta u Sarajevu postoji spomen-obilježje u znak sjećanja na ovaj događaj.[3] Broj žrtava ustaškog terora pod komandom pukovnika Maksa Luburića nad građanima Sarajeva od 18. veljače do 4. travnja 1945. iznosi najmanje 783 osobe. Poslijeratna komisija za ekshumaciju žrtava ustaškog zločina u dvorištu vile "Folkert" (poznatoj i kao vila "Berković"), u kojoj je stolovao Maks Luburić, pronašla je 23 plitko zakopana leša. Komisija je utvrdila da su sve žrtve ubijene tupim predmetima ili klanjem.[4]

## Travanj
- 7. travnja 1945.: Uhićenje 3 osobe hrvatske nacionalnosti u selu Draganjac pokraj Duge Rese. Ustaše su uhićenike sprovele u zatvor u Karlovcu gdje su ih ubili istog dana.[5]

## Reference
1. ↑  Škiljan 2012, str. 159.
2. ↑  Čekić 1996, str. 442-445.
3. ↑  www.historija.ba, 27.3.2014
4. ↑  Dadić 1977, str. 181-195.
5. ↑  ŽFT Duga Resa 1986, str. 1110.

## Povezano
- Ustaški zločini u Drugom svjetskom ratu
- Kronologija ustaških zločina 1941.
- Kronologija ustaških zločina 1942.
- Kronologija ustaških zločina 1943.
- Kronologija ustaških zločina 1944.
- Narodnooslobodilačka borba Jugoslavije